# Jinákrajina

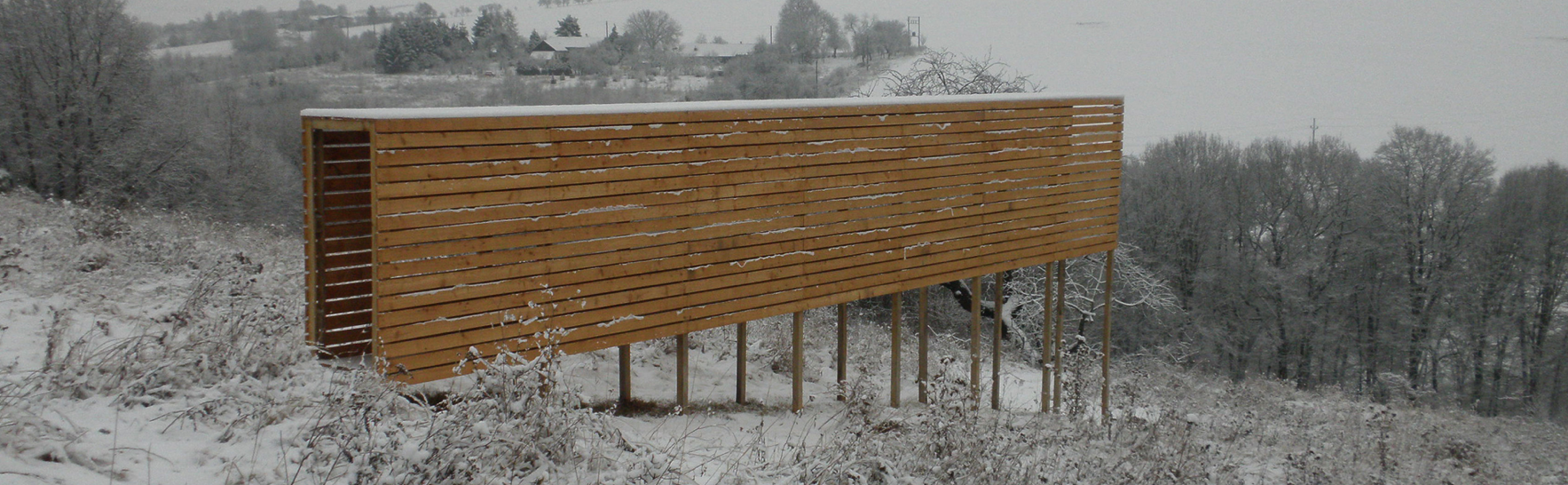
KUK - v letních měsících 2011 byl realizován dřevěný objekt s pracovním názvem POLEH (autor Jan Ambrůz)

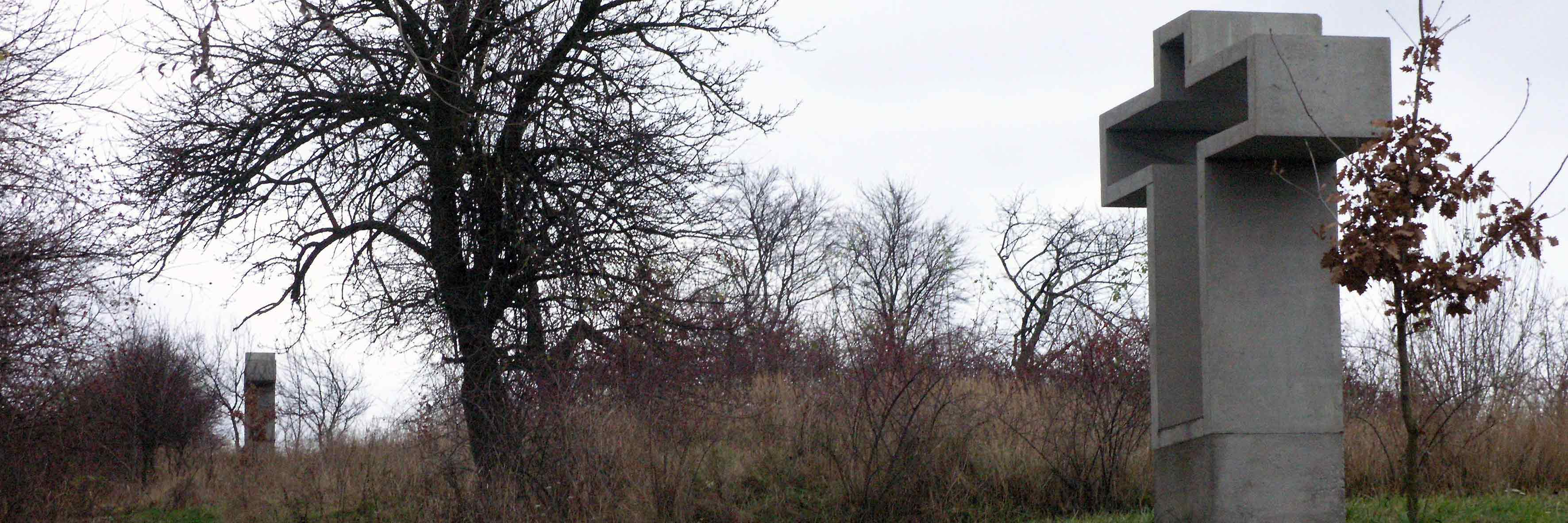
14 křížů realizovala podle návrhu Pavly Kačírkové (2006). O dva roky později byly instalovány se souhlasem vlastníků dotčených pozemků podél polní cesty "drahovice"

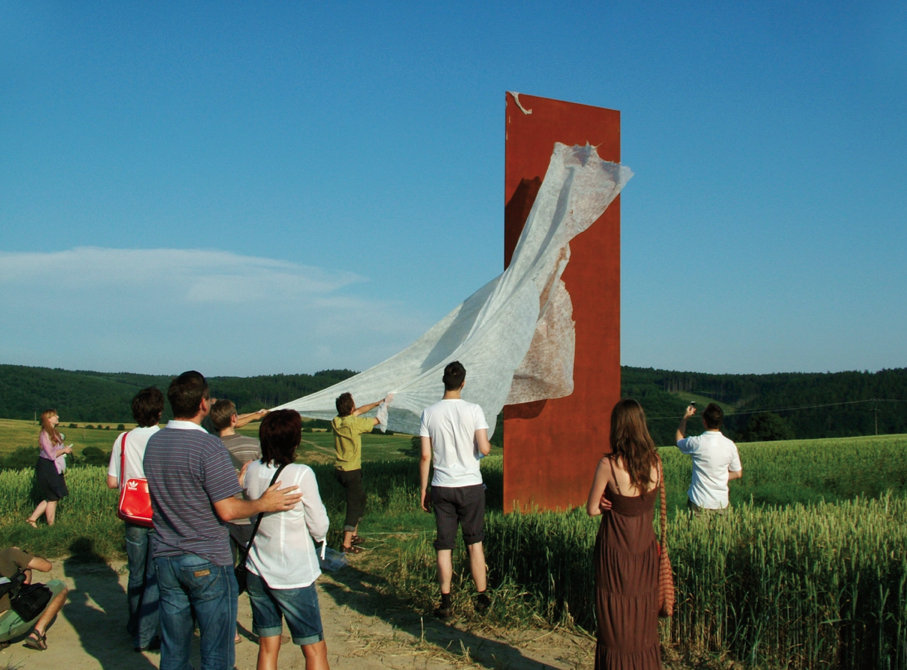
Pavla Kačírková, Kaple I, odhalování 30.6. 2010

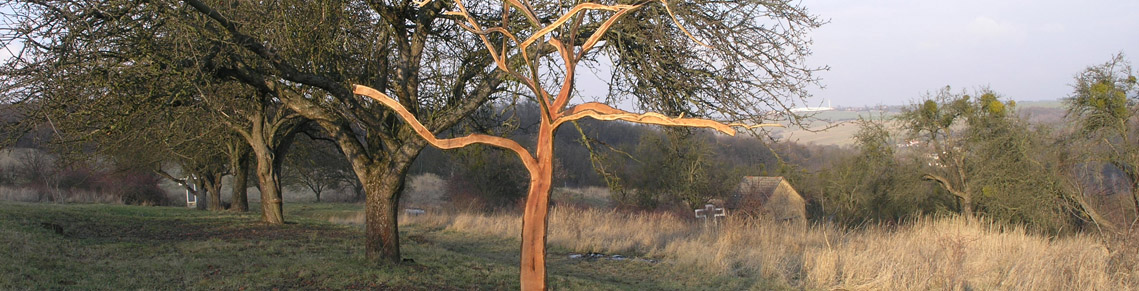
NEW DESIGN Oldřich Morys zdeskovatěl suchou trnku (2009)

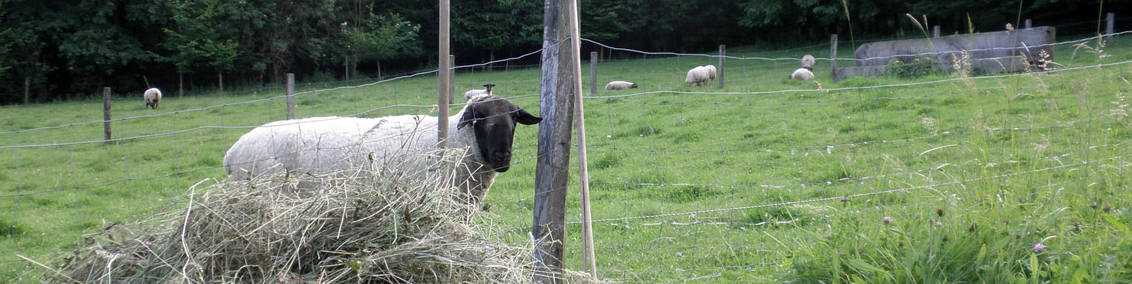
Stádo Jana Ambrůze

Jinákrajina je občanské sdružení, vzniklé iniciativou Jana Ambrůze za účelem snadnějšího prosazování realizace dlouhodobého projektu „KŘÍŽE CESTY SOCHY KRAJINA LIDÉ“ na katastrech obcí Šarovy, Lhota, Salaš a Bohuslavice u Zlína. Tento projekt je postupně realizován od roku 2007, kdy byl zpracován návrh instalace „Křížové cesty“. Všech čtrnáct křížů bylo následující rok trvale osazeno podél jedné z mála průchozích cest vedoucí z obce Šarovy do polí na kopec nad vesnicí. Současně s tímto projektem byl zpracován návrh soch – kaplí, které navazují na „Křížovou cestu“ a jsou tak jejich pokračováním v polích uvedených obcí. Byla vytipována místa v krajině, která jsou převážně v majetku obcí a s jejich souhlasem měly být sochy – kaple na tyto výrazné body postupně instalovány.

## Cesty, kříže, sochy, krajina a lidé
Projekt občanského sdružení JINÁKRAJINA:
- sochařskými objekty definujeme body v krajině
- výsadbou ovocných stromů zvýrazňujeme linie cest a chodníků
- znovunalézáme paměť krajiny, paměť lidí

## Workshop
- Ve spolupráci FA a FaVU VUT Brno, OÚ Šarovy uspořádala JINÁKRAJINA workshop na téma "Vesnice u silnice – krajina bez cest" (13. – 16. 10. 2011)

## Projekty

### Sochy
- KŘÍŽOVÁ CESTA: 14 křížů realizovala podle návrhu Pavly Kačírkové (2006). O dva roky později byly instalovány se souhlasem vlastníků dotčených pozemků podél polní cesty "Drahovice"
- KAPLE I: Kaple byla realizována v květnu 2010 autorkou návrhu je Pavla Kačírková. Kaple I je první realizovaná socha z předpokládaného záměru tří krajinných objektů (Kaple I, II, III), navazujících na Křížovou cestu instalovanou v katastru obce Šarovy (Pavla Kačírková, 2008). Rozmístění všech tří kaplí je plánováno tak, aby z každého objektu bylo vidět na další a Kaple III bude ukončením Křížové cesty. V současné době realizovaná Kaple I U Salaše je tvořena jedním opískovaným 18mm plechem o rozměrech nadzemní části 6000 × 2000 mm. Jedná se o linii spojující Zemi s nebem reagující na vliv větru.
- KAPLE II: Pro toto místo navrhla Pavla Kačírková kovový objekt KAPLE II. V 19. století zde stály boží muka. Realizací vznikne jakýsi přesúdolní dialog s již realizovanou KAPLÍ I. Kaple II – dva plechy o šířce vnitřního prostoru 800 mm je plánovaná U Lhoty. Oba plechy jsou ve spodní části propojeny a vytvářet „U“. Spodní podestou se z objektu stává „architektura“. Dá se dovnitř vejít a pocítit stísněnost či úkryt.
- KAPLE III: Pro toto místo navrhla Pavla Kačírková objekt KAPLE III. Jedná se o možnosti umístění objektu, který je součástí – ukončením již realizované KŘÍŽOVÉ CESTY.
- KUK: V letních měsících 2011 byl realizován dřevěný objekt s pracovním názvem POLEH (autor Jan Ambrůz).
- NET: v listopadu 2011 bylo započato s realizací dřevěného objektu s pracovním názvem PAVUČINA (autor Jan Ambrůz).
- KAPLE?: Toto místo je ideální pro instalaci kovových objektů završených barevným sklem (autor Jan Ambrůz 2009). Návrh je již materiálově kompletován. Probíhá jednání o možnosti umístění.
- VYHLÍDKA: Toto místo je vybráno pro další dřevěný objekt.
- NEW DESIGN: Oldřich Morys zde zdeskovatěl suchou trnku (2009).
- OLINKOVA STUDÁNKA: Kamenem vyložené prameniště (27.–29. listopadu 2011).
- HVĚZDY: Realizoval Ladislav Plíhal a jinak instaloval Jan Ambrůz.
- BILLBOARD: Byl vylepen v prosinci roku 2008 po dvou týdnech odstraněn. Reakce na proběhlou zmanipulovanou anketu, v niž se údajně 90 % obyvatel vyjádřilo proti realizaci KŘÍŽOVÉ CESTY.[2][3]

### Naučné stezky
- NAUČNÁ STEZKA I: Kolem Strojilového nad mlynářčinou zahradou k Bernatíkově oskeruši v Dolinkách, dál k Ondrašíkově kotovicové stodole u Drahovice.
- NAUČNÁ STEZKA II: Tato stezka vede po staré obecní cestě nad skalou dál kolem sadu (Peškovo) k příkopu a může pokračovat až k Vrchovici.

### Stromy
- JEŘÁBOVÁ: Ajerabinova.jpg 2010 bylo započato s obnovou chodníku propojujícího obce Šarovy a Lhotu. Chodník je postupně osazován jeřáby, definován chůzí.
- HRUŠŇOVÁ: 28. října 2011 byla vysázena hrušňová alej (stromořadí) v rámci společenské akce MY VÁM VY NÁM.
- TŘEŠŃOVÁ: Tato cesta byla již v roce 2004 osázena habry. Na podzim 2012 byla připravena výsadba starých odrůd třešní, "třešňová alej". 28. října 2009 vysázeno. V květnu 2010 odborně zlikvidováno z popudu starosty opírajícího se o místní "referendum"!
- 20 LIP:
- AKÁTOVÝ HÁJ: Vlastní paní Pešková, od které by jej mohla obec vykoupit a vlastnit tak obecní les.
- JABLOŇOVÝ SAD: Podobně jako obecní akátový háj může být i tento sad obecním sadem, který může být obnoven a dosazen starými odrůdami ovocných dřevin.
- 5 JASANŮ: Bylo vysázeno v roce 2010. Byl tak vymezen prostor pro mokřadní instalaci.

## Články
- Rozhovor s Janem Ambrůzem pro časopis PROSTOR ZLÍN 3/2011
- Článek v časopise PROSTOR ZLÍN 3/2011 o sochách v Šarovech Pavly Kačírkové